# Vallo di Traiano
Il Vallo di Traiano (Valul lui Traian in Romeno) è un complesso di strutture difensive composte da valli in Europa Orientale: in Romania, Moldavia e Ucraina.
Contrariamente al nome e alla credenza popolare, i baluardi non furono costruiti dai romani durante il regno di Traiano, ma probabilmente da Goti e Bizantini tra il III e l'XI secolo.

## Romania

Valli e muri difensivi in Romania

Esistono tre linee difensive in Romania nella regione centrale-meridionale della Dobrugia, che si estendono dal Danubio al Mar Nero, con molta probabilità fatti erigere dai Bizantini tra il X e l'XI secolo, durante i regni di Giovanni I Zimisce e Basilio II Bulgaroctono.
Il più antico e piccolo dei valli, chiamato Piccolo Vallo di Terra, si estende per 61 chilometri da Cetatea Pătulului sul Danubio a Constanţa sulla costa del Mar Nero. È un terrapieno privo di costruzioni difensive ed è completato da un fossato lungo il lato meridionale.
Il secondo, detto Grande Vallo di Terra, è lungo 54 chilometri e si sovrappone al piccolo in alcuni tratti. Il suo tracciato parte dal Danubio, costeggia la valle di Carasu e termina a Palas, a ovest di Constanţa. La sua altezza media è di 3.5 m e presenta fossati da entrambi i lati. Su di esso sono state costruite 63 fortificazioni: 35 più grandi (castra), e 28 più piccole (castella). La distanza media tra le fortificazioni è di 1 chilometro. Fu costruito durante il regno di Giovanni I Zimisce, distrutto durante le ondate migratorie e ricostruito in tempi successivi.
L'ultimo, conosciuto come Vallo di Pietra, è sempre costituito da un terrapieno, ma sormontato da un muro di pietre sulla sommità. È lungo 59 chilometri, da sud di Axiopolis fino alle coste del Mar Nero, in un punto 75 metri a sud del Piccolo Vallo. Il terrapieno è alto mediamente 1.5 metri e il muro sovrastante circa 2 metri. Il Vallo di Pietra è costeggiato sul lato nord da un fossato ed è costellato da 26 fortificazioni a distanza variabile da 1 a 4 chilometri l'una dall'altra.
Il comune di Valu lui Traian (vecchio nome Hasançay) prende il nome dal Vallo.
Un muro di pietre da Tulcea fino alle coste del Mar Nero, presso di Delta del Danubio fu trovato recentemente

## Moldavia
I resti del Vallo in Moldavia comprendono sia terrapieni che palizzate. I due maggiori tratti rimasti in Moldavia sono il Vallo di Traiano Superiore e il Vallo di Traiano Inferiore.
Il Vallo di Traiano inferiore è datato intorno al III secolo e si ritiene sia stato costruito da Atanarico., anche se alcuni studiosi mettono in dubbio questa tesi e ritengono che sia stato costruito dai romani, poiché la sua realizzazione doveva richiedere una tecnica di costruzione e una forza lavoro che i barbari difficilmente possedevano. Tale tratto è lungo circa 126 chilometri, parte dal villaggio di Vadul lui Isac nella regione di Cahul presso il fiume Prut, entra in territorio ucraino e termina nei pressi del laguna Sasyk, vicino alla cittadina di Tatarbunary.
Il Vallo di Traiano Superiore fu probabilmente costruito dai Grutungi nel IV secolo per difendere i confini dagli Unni. È lungo 120 chilometri e corre dal Dnestr vicino Chițcani nel distretto di Căușeni fino al Prut.
Alcuni frammenti del Vallo si rinvengono anche nei pressi della cittadina di Leova.

## Ucraina
Il tratto ucraino del Vallo di Traiano si trova in Podolia, tra le moderne città di Kam"janec'-Podil's'kyj, Nova Ušyca e Chmel'nyc'kyj, oltre il già citato Vallo di Traiano Inferiore, che dalla Moldavia termina in territorio ucraino.